# Rhombognathus pectinatus
Rhombognathus pectinatus is een mijtensoort uit de familie van de Halacaridae. De wetenschappelijke naam van de soort is voor het eerst geldig gepubliceerd in 1936 door Viets.